# Philippe Lie
Philippe Lie, né le 14 février 1966, est un triathlète français, originaire du département des Hautes-Pyrénées. Il est sacré champion d'Europe longue distance en 1993.

## Biographie

### Carrière professionnelle

#### Triathlon longue distance
Philippe Lie remporte sa première grande victoire en 1993 lors de l'Embrunman, comptant également comme les championnats d'Europe longue distance, devant 100 000 spectateurs. Malgré un départ compliqué, il revient peu à peu sur la tête de course, et distance ses compagnons pour s'offrir ce titre. Il remporte une deuxième fois l'Embrunman en 1995, et une nouvelle fois en 1997. 
En 1996, lors des championnats de France longue distance, il est forcé à l'abandon après avoir cassé sa roue de vélo. L'année suivante, il est sacré champion de France longue distance. Il termine cinquième des championnats du monde longue distance en 2000.

#### Triathlon des neiges
En 1995, il remporte le championnat de France du triathlon des neiges, organisé en deux manches. Il arrive à rééditer cette performance l'année suivante. En 1998, il est sacré vice-champion du monde de triathlon d'hiver, la course se disputant en France, aux Menuires.

#### Duathlon
Avec son club, le Lourdes Triathlon, il remporte en 1994 la Coupe de France des clubs de duathlon. En duathlon, il participe aux championnats du monde 1994 et termine quinzième.

### Reconversion
Lors des années 2010, Philippe Lie refait quelques apparitions en triathlon, comme à Port-Vendres où il termine deuxième. Il se distingue lors des championnats de France de triathlon d'hiver 2010, où il termine cinquième et premier de la catégorie des vétérans (plus de 40 ans),.

## Palmarès
Le tableau présente les résultats les plus significatifs (podium) obtenus sur le circuit national et international de triathlon et de duathlon depuis 1992,.
| Année | Compétition                                                     | Pays   | Position          | Temps           |
| ----- | --------------------------------------------------------------- | ------ | ----------------- | --------------- |
| 1998  | Championnats du monde de triathlon d'hiver                      | France |                   | 1 h 50 min 44 s |
| 1997  | Embrunman                                                       | France |                   | 10 h 28 min 0 s |
| 1997  | Championnat de France longue distance                           | France |                   | Timing          |
| 1996  | Embrunman                                                       | France |                   | Timing          |
| 1996  | Championnats de France de triathlon d'hiver                     | France |                   |                 |
| 1995  | Embrunman                                                       | France |                   | 10 h 8 min 0 s  |
| 1995  | Championnats de France de triathlon d'hiver                     | France |                   |                 |
| 1994  | Coupe de France des clubs de duathlon Avec le Lourdes Triathlon | France |                   |                 |
| 1993  | Championnat d'Europe longue distance                            | France | Médaille d'or     | 10 h 8 min 1 s  |
| 1993  | Embrunman                                                       | France | Médaille d'or     | 10 h 8 min 1 s  |
| 1992  | Championnat de France de duathlon (L)                           | France | Médaille d'argent |                 |